# Seiler und Speer
Seiler und Speer ist eine österreichische Band, die seit 2014 aus dem Komiker und Schauspieler Christopher Seiler (* 1987) und dem Filmemacher Bernhard Speer (* 1983) besteht.

## Bandgeschichte
Die beiden Künstler begannen ihre Zusammenarbeit im Jahr 2014, als die Schichtwechsel-Reihe von Christopher Seiler ins Leben gerufen wurde. Hierbei agierte Bernhard Speer bereits als Produzent und Regisseur. Christopher Seiler spielte damals seine ersten kabarettistischen Vorstellungen und wollte diese mit Musik untermalen.
Die lebensnahen Texte karikieren auf humorvolle Art verschiedene Alltagssituationen. Aus dem anfänglichen Spaßprojekt wurde mit dem Debütalbum Ham kummst, das im Oktober 2015 mit einer Goldenen Schallplatte für 7.500 verkaufte Einheiten ausgezeichnet wurde und inzwischen Fünffach-Platin erhielt, aus einer Mischung aus Romantik, Alltagskomik und Gassenhauern in der Zwischenzeit musikalischer Ernst.
Am 3. Oktober 2015 traten sie als Interpreten beim Solidaritätskonzert für Asylsuchende Voices for Refugees vor ca. 100.000 Menschen am Wiener Heldenplatz auf.
Die Single Ham kummst hielt sich fünf Wochen lang auf Platz eins der Ö3 Austria Top 40 und stieg im Jänner 2016 in die deutschen Charts ein.
Für den Amadeus Austrian Music Award 2016 waren sie in den Kategorien Band des Jahres, Album des Jahres, Song des Jahres, Live Act des Jahres, Songwriter des Jahres sowie der Genre-Kategorie Pop / Rock nominiert. Ausgezeichnet wurden sie als Songwriter des Jahres und für den Song des Jahres.

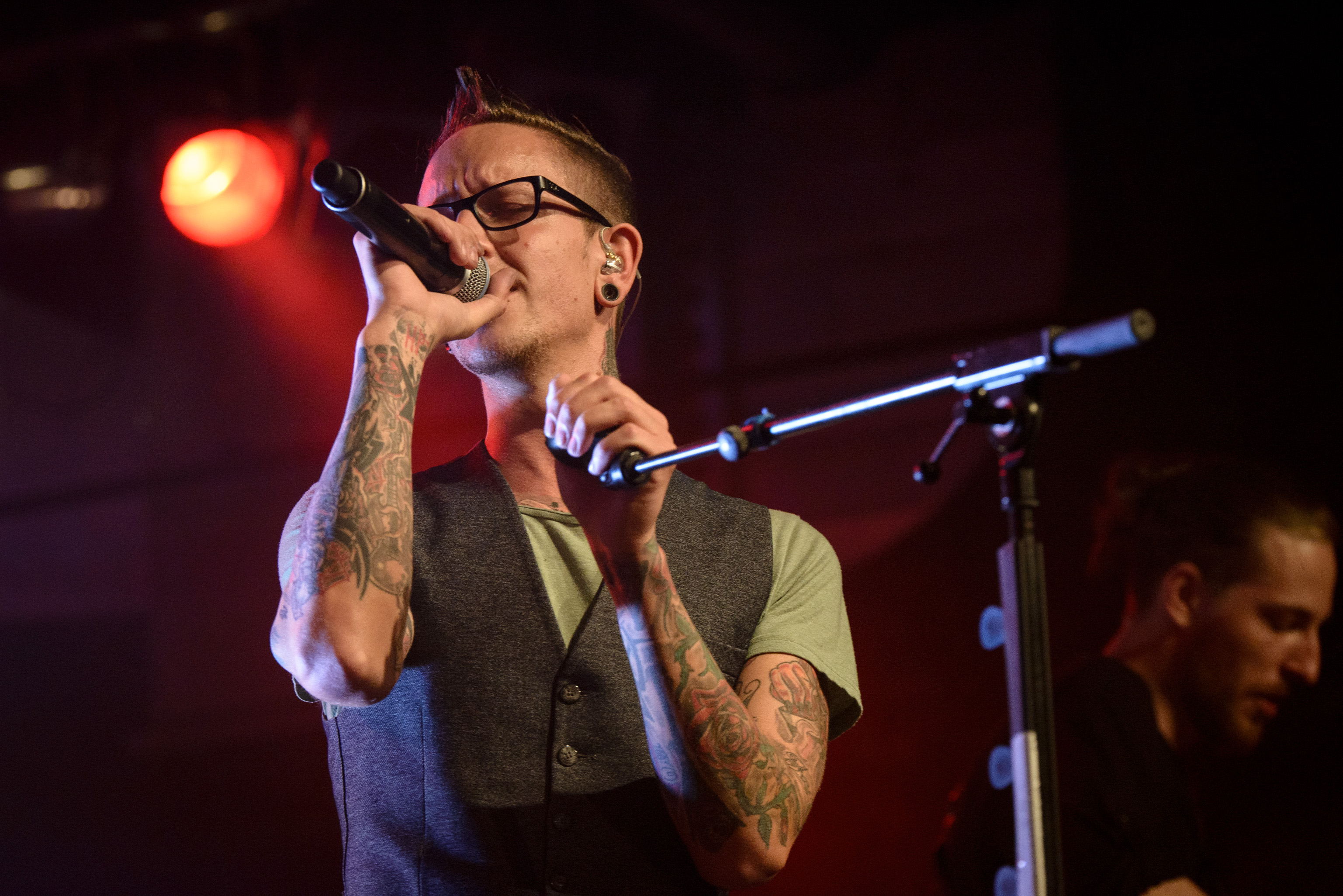
Bernhard Speer (2016)
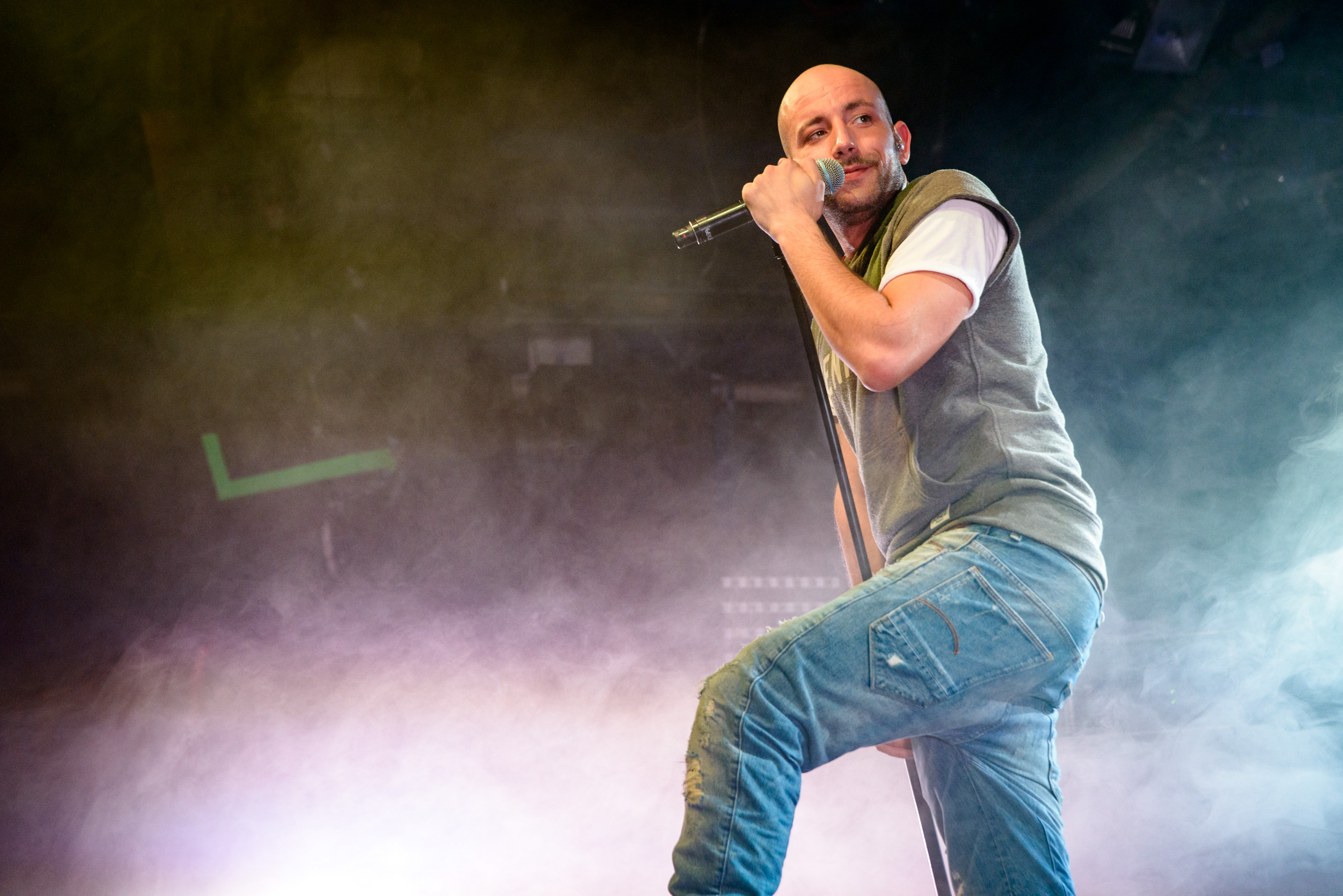
Christopher Seiler (2016)

Am 7. April 2017 wurde das zweite Studioalbum Und weida? veröffentlicht und wurde bereits drei Tage später in Österreich mit Gold ausgezeichnet und hielt sich dort zwei Wochen lang auf Platz 1 der Ö3 Austria Top 40.
Am 16. September 2017 beendeten Seiler und Speer ihre Österreich-Tour in Ried im Innkreis.
In der Nacht auf 11. Oktober 2017 prallte Bernhard Speer betrunken bei Kottingbrunn mit seinem VW-Bus gegen einen Pfeiler eines Überkopfwegweisers. Speer, der zunächst in Lebensgefahr schwebte, wurde gegen ein Uhr morgens mit schweren Verletzungen in das Landesklinikum Wiener Neustadt gebracht. Via Facebook teilten er und sein Management am 20. Oktober 2017 mit, dass er laut den behandelnden Ärzten wieder vollständig fit werden könne, „auch wenn es noch ein Weilchen dauern kann“. Die für November und Dezember 2017 geplante Deutschland-Tournee musste abgesagt werden. Ab 7. April 2018 standen Seiler und Speer in Österreich und Deutschland wieder gemeinsam auf der Bühne, beispielsweise beim Festival Nova Rock im Juni 2018.
Am 1. April 2019 erschien die Single Herr Inspektor, die auch auf dem dritten Studioalbum Für immer enthalten ist, das am 26. Juli 2019 erschien. Im Rahmen der Amadeus-Verleihung 2019 wurden sie in der Kategorie Pop / Rock ausgezeichnet.
Im Februar 2022 standen sie mit dem Max Steiner Orchester unter der Leitung von Christian Kolonovits sowie der Geigerin Lidia Baich und der Sängerin Juliette Khalil für das Projekt Red Bull Symphonic Seiler & Speer am Wiener Konzerthaus auf der Bühne. Das Konzert wurde auf ServusTV übertragen, eine Aufnahme erschien bei Preiser Records.
Seit 2021 veröffentlichte Speer als Herr Speer mit den Singles „Weg vo do“ und „Irgendwaun“ seine ersten Solo-Projekte. Von 2023 bis August 2024 wirkte Seiler in der Supergroup AUT of ORDA mit Paul Pizzera und Daniel Fellner mit. Auf Joyn präsentiert Bernhard Speer seit Mitte 2023 die Late-Night-Show Monte Grillo Club.

## Horvathslos
Anton Horvath ist eine fiktive Figur, die von Christopher Seiler dargestellt wird. Herr Horvath ist ein geistig verwirrter, stets betrunkener arbeitsloser Querulant. Er glaubt, dass die Leute ihn respektieren, wird jedoch von den meisten verspottet und für einen Trottel gehalten. 'Horvathslos' ist ein Wortspiel mit dem Dialektwort 'oawatslos' (arbeitslos). Da der Protagonist Anton Horvath heißt, kann es auch als Horvaths Los (sein Schicksal) gelesen werden. Mittlerweile existieren fünf Staffeln auf DVD.

## Diskografie

### Studioalben
| Jahr | Titel Musiklabel                 | Höchstplatzierung, Gesamtwochen, AuszeichnungChartplatzierungen (Jahr, Titel, Musiklabel, Platzierungen, Wochen, Auszeichnungen, Anmerkungen) | Höchstplatzierung, Gesamtwochen, AuszeichnungChartplatzierungen (Jahr, Titel, Musiklabel, Platzierungen, Wochen, Auszeichnungen, Anmerkungen) | Höchstplatzierung, Gesamtwochen, AuszeichnungChartplatzierungen (Jahr, Titel, Musiklabel, Platzierungen, Wochen, Auszeichnungen, Anmerkungen) | Anmerkungen                                             |
| Jahr | Titel Musiklabel                 | DE | AT | CH | Anmerkungen                                             |
| ---- | -------------------------------- | --- | --- | --- | ------------------------------------------------------- |
| 2015 | Ham kummst Joke Brothers Records | DE31 (33 Wo.)DE | AT1 ×6Sechsfachplatin · (… Wo.)AT | — | Erstveröffentlichung: 17. April 2015 Verkäufe: + 90.000 |
| 2017 | Und weida? Joke Brothers Records | DE27 (2 Wo.)DE | AT1 Platin · (52 Wo.)AT | CH97 (1 Wo.)CH | Erstveröffentlichung: 7. April 2017 Verkäufe: + 15.000  |
| 2019 | Für immer Joke Brothers Records  | DE14 (3 Wo.)DE | AT1 ×2Doppelplatin · (161 Wo.)AT | CH56 (1 Wo.)CH | Erstveröffentlichung: 26. Juli 2019 Verkäufe: + 30.000  |
| 2025 | Hödn Joke Brothers Records       | DE68 (1 Wo.)DE | AT1 (… Wo.)AT | — | Erstveröffentlichung: 13. Juni 2025                     |

### Livealben
| Jahr | Titel Musiklabel                         | Höchstplatzierung, Gesamtwochen, AuszeichnungChartsChartplatzierungen (Jahr, Titel, Musiklabel, Platzierungen, Wochen, Auszeichnungen, Anmerkungen) | Anmerkungen                                                                                               |
| Jahr | Titel Musiklabel                         | AT | Anmerkungen                                                                                               |
| ---- | ---------------------------------------- | --- | --- |
| 2022 | Red Bull Symphonic Joke Brothers Records | AT2 Gold · (46 Wo.)AT | Erstveröffentlichung: 3. Juni 2022 Verkäufe: + 7.500 mit Christian Kolonovits & dem Max Steiner Orchester |

Weitere Livealben
- 2024: Live auf der Festung Kufstein 2024 (Joke Brothers Records)

### Singles
| Jahr | Titel Album                    | Höchstplatzierung, Gesamtwochen, AuszeichnungChartplatzierungen (Jahr, Titel, Album, Platzierungen, Wochen, Auszeichnungen, Anmerkungen) | Höchstplatzierung, Gesamtwochen, AuszeichnungChartplatzierungen (Jahr, Titel, Album, Platzierungen, Wochen, Auszeichnungen, Anmerkungen) | Anmerkungen                                               |
| Jahr | Titel Album                    | DE | AT | Anmerkungen                                               |
| --- | ------------------------------ | --- | --- | --------------------------------------------------------- |
| 2015 | Ham kummst                     | DE45 (25 Wo.)DE | AT1 ×2Doppelplatin · (58 Wo.)AT | Erstveröffentlichung: 18. August 2015 Verkäufe: + 60.000  |
| 2016 | Soits lebn Ham kummst          | — | AT10 Platin · (23 Wo.)AT | Erstveröffentlichung: 22. März 2016 Verkäufe: + 30.000    |
| 2016 | I kenn di vo wo Und weida?     | — | AT3 (4 Wo.)AT | Erstveröffentlichung: 25. November 2016                   |
| 2017 | I Was Made Und weida?          | — | AT34 (1 Wo.)AT | Erstveröffentlichung: 10. März 2017                       |
| 2017 | All Inclusive Und weida?       | — | AT74 (1 Wo.)AT | Erstveröffentlichung: 31. März 2017                       |
| 2017 | Ob und zua –                   | — | AT6 (9 Wo.)AT | Erstveröffentlichung: 21. Juli 2017                       |
| 2018 | Ois Ok Für immer               | — | AT50 (3 Wo.)AT | Erstveröffentlichung: 28. September 2018                  |
| 2018 | Ala bin Für immer              | — | AT2 ×2Doppelplatin · (28 Wo.)AT | Erstveröffentlichung: 9. November 2018 Verkäufe: + 60.000 |
| 2019 | Herr Inspektor Für immer       | — | AT12 ×2Doppelplatin · (27 Wo.)AT | Erstveröffentlichung: 1. April 2019 Verkäufe: + 60.000    |
| 2019 | Weust a Mensch bist Für immer  | — | AT28 (3 Wo.)AT | Erstveröffentlichung: 26. Juli 2019                       |
| 2020 | Oft host a Pech –              | — | AT62 (1 Wo.)AT | Erstveröffentlichung: 31. Januar 2020                     |
| 2020 | Principessa Für immer          | — | AT26 Platin · (19 Wo.)AT | Erstveröffentlichung: 1. Mai 2020 Verkäufe: + 30.000      |
| 2021 | Hödn                           | — | AT20 Platin · (22 Wo.)AT | Erstveröffentlichung: 4. Juni 2021 Verkäufe: + 30.000     |
| 2022 | Waun da Wind geht Hödn         | — | AT63 (1 Wo.)AT | Erstveröffentlichung: 18. November 2022                   |
| 2024 | Irgendwie Hödn                 | — | AT40 (1 Wo.)AT | Erstveröffentlichung: 11. Oktober 2024                    |
| 2025 | In ana aundan Sproch Hödn      | — | AT35 (5 Wo.)AT | Erstveröffentlichung: 28. Februar 2025                    |
| Folgende Lieder erschienen nicht als Single, wurden aber durch das Album zum Download und Streaming bereitgestellt und konnten somit eine Platzierung erlangen: |                                | | |                                                           |
| |                                | | |                                                           |
| 2015 | I wü ned Ham kummst            | — | AT27 Gold · (21 Wo.)AT | Charteinstieg: 4. Dezember 2015 Verkäufe: + 15.000        |
| 2016 | Stopp doch die Zeit Ham kummst | — | AT40 (7 Wo.)AT | Charteinstieg: 9. September 2016                          |

Weitere Singles
- 2018: Der letzte Schnee 2018
- 2024: Volto ao lar
- 2025: Bis uns daschlogn

### Videoalben
- 2016: Seiler und Speer – live in Wien

## Auszeichnungen für Musikverkäufe
| Goldene Schallplatte - Österreich - 2021: für das Lied Bonny & Clyde |

Anmerkung: Auszeichnungen in Ländern aus den Charttabellen bzw. Chartboxen sind in ebendiesen zu finden.
| Land/RegionAuszeichnungen für Musikverkäufe (Land/Region, Auszeichnungen, Verkäufe, Quellen) | Gold     | Platin       | Verkäufe | Quellen |
| -------------------------------------------------------------------------------------------- | -------- | ------------ | -------- | ------- |
| Österreich (IFPI)                                                                            | 3× Gold3 | 18× Platin18 | 442.500  | ifpi.at |
| Insgesamt                                                                                    | 3× Gold3 | 18× Platin18 |          |         |

## Auszeichnungen
- Amadeus-Verleihung 2020 – Song des Jahres für Herr Inspektor[17]